# برقراری رابطه
شروع رابطه (به انگلیسی: Hooking Up) یک درام-کمدی آمریکایی به کارگردانی نیکو راینو و با بازیگری بریتنی اسنو، جوردانا بروستر و سم ریچاردسون است.